# Lưu Tuân (Đông Tấn)
Lưu Tuân (chữ Hán: 刘遵, ? – 414), tự Tuệ Minh, người Hải Tây, Lâm Hoài , tướng lãnh nhà Đông Tấn.

## Cuộc đời
Ông là anh/em con dì của Lưu Đạo Liên, Lưu Đạo Quy – những em trai cùng cha khác mẹ của quyền thần Lưu Dụ nhà Đông Tấn.
Ban đầu Tuân làm Tư nghị tham quân cho Đạo Quy. Tham gia đánh dẹp nghĩa quân Lư Tuần, Từ Đạo Phúc, nhiều lần lập công, quan chức làm đến Hữu tướng quân, Tuyên Thành nội sử, Hoài Nam thái thú.
Năm Nghĩa Hi thứ 10 (414) mất, được truy phong Giám Lợi huyện hầu, thực ấp 700 hộ.